# Настасовка (Близнюковский район)
Настасовка (укр. Настасівка), село, 
Надеждинский сельский совет,
Близнюковский район,
Харьковская область.
Код КОАТУУ — 6320684506. Население по переписи 2001 г. составляет 164 (82/82 м/ж) человека.

## Географическое положение
Село Настасовка находится на левом берегу реки Бритай.
Примыкает к селу Надеждино.

## История
- 1850 - дата основания.

## Экономика
- В селе есть молочно-товарная ферма.